# Nie znamy się
„Nie znamy się” – singel Edyty Bartosiewicz z płyty Dziecko.

## Lista utworów
Opracowano na podstawie materiału źródłowego.
1. „Nie znamy się” (muz., sł. E. Bartosiewicz) 5:07